# Halowe Mistrzostwa Europy w Lekkoatletyce 1989 – chód na 5000 m mężczyzn
Chód na 5000 metrów mężczyzn – jedna z konkurencji rozgrywanych podczas halowych lekkoatletycznych mistrzostw Europy w  hali Houtrust w Hadze. Rozegrano od razu finał 19 lutego 1989. Zwyciężył reprezentant Związku Radzieckiego Michaił Szczennikow. Tytułu zdobytego na poprzednich mistrzostwach nie bronił Jozef Pribilinec z Czechosłowacji.

## Rezultaty

### Finał
Opracowano na podstawie materiału źródłowego.
| Miejsce | Zawodnik               | Czas     | Uwagi |
| ------- | ---------------------- | -------- | ----- |
| 1       | Michaił Szczennikow    | 18:35,60 |       |
| 2       | Roman Mrázek           | 18:40,11 |       |
| 3       | Giovanni De Benedictis | 18:43,45 |       |
| 4       | Pavol Blažek           | 18:55,78 |       |
| 5       | Sándor Urbanik         | 19:50,87 |       |
| 6       | Jaime Barroso          | 19:50,97 |       |
| 7       | Wiaczesław Iwanienko   | 20:11,32 |       |
| 8       | José Urbano            | 20:17,12 |       |
| 9       | Martin Toporek         | 22:21,59 |       |
| 10      | Uffe Mathiesen         | 23:12,72 |       |
| 11      | Mogens Corfitz         | 23:20,37 |       |
| –       | Jimmy McDonald         | DNF      |       |
| –       | Walter Arena           | DSQ      |       |
| –       | Jan Staaf              | DSQ      |       |